# FC 프로 베르첼리 1892
풋볼 클럽 프로 베르첼리 1892(이탈리아어: Football Club Pro Vercelli 1892 S.r.l.)은 이탈리아 피에몬테주 베르첼리현이 연고지인 축구 클럽 팀이며, 흔히 프로 베르첼리라고 부른다. 현재 세리에 C/A 소속이다.

## 성적
- 이탈리안 풋볼 챔피언쉽
  - 우승 7회:1908, 1909, 1910–11, 1911–12, 1912–13, 1920–21, 1921–22
  - 준우승 1회: 1909–10
- 세리에 B
  - 우승 1회: 1907
- 세리에 D
  - 우승 4회: 1956-57, 1970–71, 1983–1984, 1993–1994
- Scudetto Dilettanti:
  - 우승 1회:  1993-94

## 선수 명단

### 현역
참고: FIFA 자격 규정에 따라 소속된 국가대표팀 국기를 표시합니다. 선수는 복수의 FIFA 비회원국 국적을 가지고 있을 수 있습니다.
| 번호 | 포지션 | 국적     | 이름              |
| ---- | ------ | -------- | ----------------- |
| 13   | DF     | 알바니아 | 크리스티안 쿠냐타 |

| 번호 | 포지션 | 국적 | 이름 |
| ---- | ------ | ---- | ---- |

## 역대 감독
| 감독            | 임기        |
| --------------- | ----------- |
| 아모스 마리아니 | 1970 ~ 1971 |

## 같이 보기
- 왕조 (스포츠)

틀:FC 프로 베르첼리 1892 선수 명단